# Adinandra verrucosa
Adinandra verrucosa là một loài thực vật có hoa trong họ Pentaphylacaceae. Loài này được Stapf mô tả khoa học đầu tiên năm 1893.